# Atèle arachnoïde
Brachyteles arachnoides · Singe-araignée laineux, Muriqui
Espèce
Statut de conservation UICN

 CR  : 
En danger critique
Statut CITES
« Muriqui » redirige ici. Pour le footballeur brésilien, voir Muriqui (football).
L'Atèle arachnoïde (Brachyteles arachnoides) est une espèce de singe-araignée endémique du Brésil. Ce platyrhinien est appelé localement Mono Carvoeiro, qui peut se traduire singe de charbon de bois.
Il se distingue du muriqui du Nord (Brachyteles hypoxanthus) par sa face entièrement noire, alors que son cousin du Nord présente une face noir moucheté de rose.
Il n'existe actuellement que deux populations captives de cette espèce. L'une se trouve partagée entre les zoos de Curitiba et de Sorocaba, tous deux au Brésil. L'autre est d'après une longue enquête zoologique sur ce singe dans la forêt du Parc d'État de Carlos Botelho.

## Dénominations
Brachytèle araignée, Atèle araignée, Singe-araignée laineux,, Muriqui, Eroïde,.

## Répartition géographique

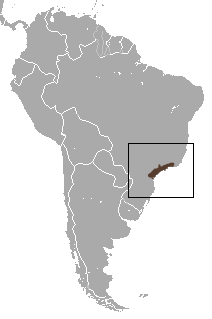
Carte de répartition.

Son aire de répartition recouvre les États brésiliens du Paraná, de São Paulo, de Rio de Janeiro, de l'Espírito Santo et du Minas Gerais.